# Сан Дефенденте (Кунео)
Сан Дефенденте (итал. San Defendente) је насеље у Италији у округу Кунео, региону Пијемонт.
Према процени из 2011. у насељу је живело 1140 становника. Насеље се налази на надморској висини од 567 м.